# 今村頼刧
今村 頼刧（いまむら　よりひさ/よりかず、生没年不詳）は、南北朝時代から室町時代前期にかけての武将。
相良氏6代当主相良定頼の次男、薩摩今村氏の祖。通称は藤太。別名は頼而。
明徳5年（1394年）に日向国都城で共に戦死した相良前頼、丸目頼書、青井前成、丸野頼成の4人とは兄弟。子孫が薩摩国に下り、今村氏を名乗った。